# Mychajliwka (rejon kramatorski)
Mychajliwka (ukr. Михайлівка) – wieś na Ukrainie, w obwodzie donieckim, w rejonie kramatorskim, w hromadzie Ołeksandriwka. W 2001 liczyła 914 mieszkańców, spośród których 844 wskazało jako ojczysty język ukraiński, a 70 rosyjski.